# Hoornblende hoornfels-facies
| Metamorfe facies |                      |                      |              |             |             |
| Metamorfe facies |                      |                      |              |             |             |
| 16 kbar          | blauwschist          | blauwschist          | eclogiet     | eclogiet    | eclogiet    |
| 12 kbar          | blauwschist          | blauwschist          | eclogiet     | eclogiet    | eclogiet    |
| 8 kbar           |                      | groenschist          | amfiboliet   | amfiboliet  | granuliet   |
| 6 kbar           | prehniet-pumpellyiet | prehniet-pumpellyiet | amfiboliet   | amfiboliet  | granuliet   |
| 4 kbar           | zeoliet              | alb-epi hfels        | hbl hornfels | px hornfels | sanidiniet  |
|                  | 200 °C               | 400 °C               | 600 °C       | 800 °C      | 1000 °C     |
| druk             | temperatuur          | temperatuur          | temperatuur  | temperatuur | temperatuur |

De hoornblende hoornfels-facies is een metamorfe facies van iets hogere temperaturen dan en even lage drukken als de albiet-epidoot hoornfels-facies. Hoewel genoemd naar het mineraal hoornblende, komt dat mineraal ook in andere facies voor. Zoals bij alle metamorfe facies wordt de hoornblende hoornfels-facies vastgesteld aan de hand van bepaalde mineralen die gewoonlijk middels onderzoek naar slijpplaatjes worden gedetermineerd.
De hoornblende hoornfels-facies wordt in metamorfe basische gesteenten, pelieten en dolomieten gekarakteriseerd door de mineraalassemblages:

## Mineraalassemblages

### Metabasisch gesteente
- hoornblende + plagioklaas ± diopsiet, anthofylliet/cummingtoniet, kwarts

### Metapelieten
- muscoviet + biotiet + andalusiet + cordieriet + kwarts + plagioklaas

### K2O-arme sedimenten of metastollingsgesteenten
- cordieriet + anthofylliet + biotiet + plagioklaas + kwarts

### Silica-houdende dolomieten
- dolomiet + calciet + tremoliet ± talk